# Jennifer Decker
Jennifer Decker (Seine-Port, 28 dicembre 1982) è un'attrice francese.

## Biografia
Ha esordito in teatro all'età di diciott'anni, dopo essere stata notata dal drammaturgo Pierre Notte e suggerita da questi a Irina Brook, recitando nella parte di Juliette in Juliette et Roméo, variante del celebre Romeo e Giulietta di William Shakespeare. Nel 2006 ha interpretato Lucienne in Giovani aquile, suo film di maggior notorietà, affiancando attori quali James Franco e Jean Reno. Il 1º settembre 2011 è entrata a far parte della Comédie-Française, recitando sia nella parte de Marianna ne L'avaro di Molière sia in quella di Agafia Agafonovna ne Le Mariage di Nikolaj Vasil'evič Gogol'.

## Filmografia

### Cinema
- L'amour dangereux, regia di Steve Suissa (2003)
- Jeux de haute société, regia di Pierre Bernier e Fabrice du Peloux – cortometraggio (2003)
- Jeune homme, regia di Christoph Schaub (2006)
- Giovani aquile (Flyboys), regia di Tony Bill (2006)
- Hellphone, regia di James Huth (2007)
- Lulu & Jimi, regia di Oskar Roehler (2009)
- Erreur de la banque en votre faveur, regia di Gérard Bitton e Michel Munz (2009)
- D'amour et d'eau fraîche, regia di Isabelle Czajka (2010)
- La guerra è dichiarata (La guerre est déclarée), regia di Valérie Donzelli (2011)
- La corte (L'Hermine), regia di Christian Vincent (2015)
- Paris-Willouby, regia di Quentin Reynaud e Arthur Delaire (2015)
- Orpheline, regia di Arnaud des Pallières (2016)
- Simone, le voyage du siècle, regia di Olivier Dahan (2021)

### Televisione
- Trop plein d'amour, regia di Steve Suissa – film TV (2003)
- Il comandante Florent (Une femme d'honneur) – serie TV, episodio 8x2 (2004)
- Les amants du Flore, regia di Ilan Duran Cohen – film TV (2006)
- Jeanne Poisson, Marquise de Pompadour, regia di Robin Davis – film TV (2006)
- Les amants naufragés, regia di Jean-Christophe Delpias – film TV (2010)
- 1, 2, 3, voleurs, regia di Gilles Mimouni – film TV (2011)
- Les petits meurtres d'Agatha Christie – serie TV, episodio Un meurtre en sommeil (2012)
- Mange, regia di Virgile Bramly e Julia Ducournau – film TV (2012)
- Le Cerveau d'Hugo, regia di Sophie Révil – film TV (2012)
- Meurtre en trois actes, regia di Claude Mouriéras – film TV (2013)
- Les Damnés, regia di Don Kent – film TV (2016)

## Teatro
- Juliette et Roméo, regia di Irina Brook. Théâtre de Chaillot di Parigi (2001–2002)
- La fille du capitaine, di Carlo Boso (2004)
- Romain Gary-Louis Jouvet, di Romain Gary, regia di Gabriel Garran. Théâtre Vidy-Lausanne di Losanna (2008)
- Les Couteaux dans le dos, les ailes dans la gueule, di Pierre Notte. Théâtre Les Déchargeurs di Parigi (2009–2011)
- L'avaro, di Molière, regia di Catherine Hiegel. Salle Richelieu di Parigi (2011)
- Le Mariage, di Nikolaj Vasil'evič Gogol', regia di Lilo Baur. Théâtre du Vieux-Colombier di Parigi (2012)